# Tygelsjö socken
Tygelsjö socken i Skåne ingick i Oxie härad, ingår sedan 1971 i Malmö kommun och motsvarar från 2016 Tygelsjö distrikt.
Socknens areal är 12,89 kvadratkilometer varav 12,87 land. År 2000 fanns här 2 641 invånare. Södra delen av tätorten Södra Klagshamn samt tätorten Tygelsjö med sockenkyrkan Tygelsjö kyrka ligger i socknen. 

## Administrativ historik
Socknen har medeltida ursprung.
Vid kommunreformen 1862 övergick socknens ansvar för de kyrkliga frågorna till Tygelsjö församling och för de borgerliga frågorna bildades Tygelsjö landskommun. Landskommunen uppgick 1952 i Bunkeflo landskommun som uppgick 1971 i Malmö kommun. Församlingen uppgick 2006 i Tygelsjö-Västra Klagstorps församling som 2014 uppgick i Limhamns församling, med en mindre del till Fosie församling.. 
1 januari 2016 inrättades distriktet Tygelsjö, med samma omfattning som församlingen hade 1999/2000.
Socknen har tillhört län, fögderier, tingslag och domsagor enligt vad som beskrivs i artikeln Oxie härad. De indelta soldaterna tillhörde Södra skånska infanteriregementet, Skytts kompani, Skånska husarregementet, Arrie skvadron, Månstorps kompani och Skånska dragonregementet, Malmö skvadron, överstelöjtnantens kompani.

## Geografi

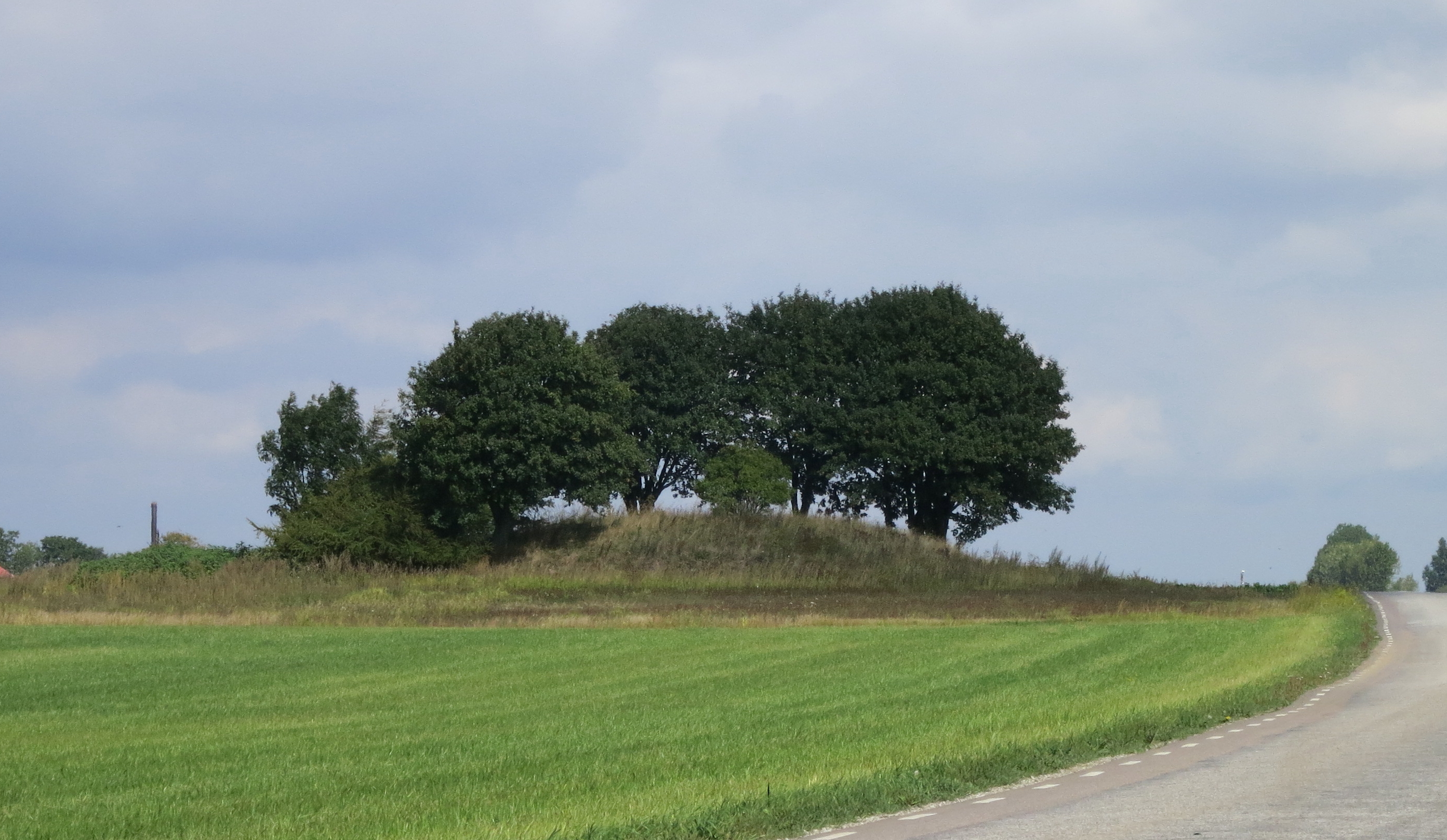
Kashög

Tygelsjö socken ligger i södra Malmö vid Öresund. Socknen är en odlad slättbygd, nu delvis tätbebyggd.

## Fornlämningar
Boplatser, lösfynd och en dös från stenåldern är funna. Från bronsåldern finns gravhögar och resta stenar. Pilefyndet har påträffats i denna socken.

## Namnet
Namnet skrevs 1472 Tyelse och kommer från kyrkbyn. Efterleden är lösa, 'glänta; äng'. Förleden innehåller thywi, 'tuvig mark'.